# Локачарья, Пиллаи
Пиллаи Локачарья (Pillai Lokacharya; 1205—1311) — крупнейший учитель шри-вайшнавизма, с которого начинается южная школа вишишта-адвайты, получившая название «тенакалаи». Преемник Рамануджи в шестом поколении учителей, глава вайшавской общины в Шрирангаме и автор многочисленных теологических работ.
Пиллаи Локачарья сформулировал характеристики личных взаимоотношений между Вишну и его преданным в стремлении последнего обрести освобождение. Он ввёл особый онтологический статус Лакшми (супруги Вишну) как посредника между Господом и вайшнавом, назвал предание себя на милость Вишну (прапатти) главным средством освобождения, усилил роль учителя (ачарьи), описал влияние божественной милости на человечка, ввел понятие ватсалья (божественная любовь, сопоставимая с любовью матери к своему ребёнку), уточнил правила соблюдения варнашрама-дхармы лицами, занимающимися богослужением.
Похвала [в стихах] в честь Шри Пиллаи Локачарьи:

Как солнце разгоняет тьму ночи с первыми лучами света, так лучезарный Пиллаи Локачарья развеивает ахамкару (чувство «я») своими словами— Ведантадешика
Пиллаи Локачарья известен переложением сочинений Рамануджи и формированием вокруг себя многочисленной группы учеников. Пиллаи, использовав за основу труды Рамануджи, излагал духовное наследие предшественника на доступном языке. Его сочинение «Таттва-траю», по образу работы Рамануджи называют «Шри-Бхашья в миниатюре». В последующем Манавала Мамуни воспел её в дошедшем до нас сочинении «Упадеша-ратна-мала».
Пиллаи Локачарья считается частичным воплощением божества Варадараджи из одноименного храма в Канчипурам.

## Биография

### Молодость
Мальчик родился в 1205 году в вайшнавской семье брахмана Вадакку Тирувиди Пиллая. От рождения родители ему дали имя в честь учителя отца, Нампиллая. Молодость Пиллаи прошла в доме родителей, где ему преподавалась вайшнавская философия.
Окончив образование, Пиллаи переехал жить в Шрирангам, где провел почти всю свою жизнь. Пиллаи считался образцовым вайшнавом, преуспевшем в изучении наследия Рамануджы и доходчиво его разъяснявшим. Молва о молодом брахмане разнеслась по Южной Индии. Простые жители стекались в Шрирангам за его благословением.

### Последователи и семейная преемственность
Пиллаи Локачарья открыто проповедовал против кастовости, утверждая, что само звание вайшнава выше кастовых условностей. В этом он повторял взгляды Рамануджы о превосходстве преданности Вишну над социальным статусом. В своем сочинении «Шри Вачана Бхушана» он провозглашал, что вайшнав заслуживает почитания, даже если родился в семье неприкасаемых. Как следствие, его последователями становились не только выходцы из семьей брахманов, но и представители низкого сословия.
К низшей касте принадлежал один из учеников, Виланчоллай Пиллай. Среди других учеников Пиллая известность получили Куракулоттама Дас (Koorakuloththama Dasa) и Колликавала Дас (Kollikavala Dasa). В семье последнего в последующем родился один из видных вайшавских учителей, Алагия Манавал (Манавала Мамуни). Куракулоттама Дас, в свою очередь, стал наставником для учителя отца Алагия Манавала, Тируваймоли Пиллая (Thiruvaimozhipillai).
Всю свою жизнь Пиллаи оставался холостяком.
О его жизни в зрелом возрасте не осталось свидетельств. История сохранила только упоминание о его драматической кончине и многочисленные труды. Судя по глубокому содержанию его работ, Пиллаи был мастером религиозной психологии.

### Разрушение Шрирангама и бегство

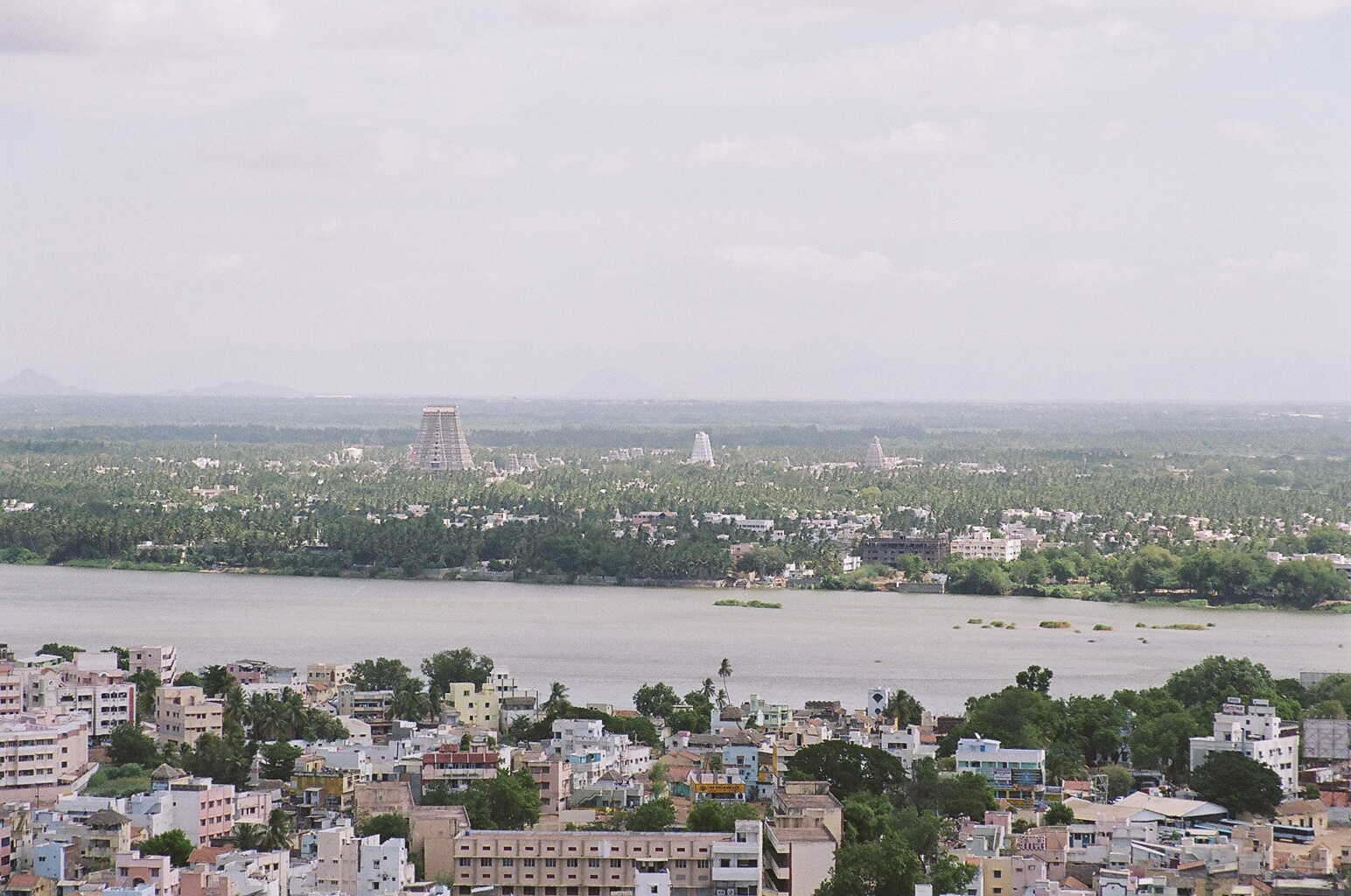
Вид на остров, где располагается храм Ранганатхи Свами в Шрирангаме

Шрирангам располагался на территории Пандья, княжества во главе с правителями из Мадурая. В 1311 году, когда престарелому Пиллаю было уже 106 лет, Шрирангам подвергся нападению армии Малика Кафура, командующего делийского султана Ала ад-дин Мухаммад-шаха I. При захвате города погибло много вайшнавов, город и местные святыни были разрушены.
В ожидании нападения брахманы храма Ранганатхи предприняли меры по сохранению святынь во избежание надругательства над ними. Большое неподвижное мурти Ранганатхи, Нам Перумала, было невозможно вынести из храма и его спрятали за наскоро отстроенной кирпичной стеной. Перед ней был организован ложный алтарь. Переносное утсава-мурти было вывезено из храма группой беглецов. Они также взяли с собой рукописи и священные принадлежности, одежды и украшения для мурти.
Княжество пало и на его обломках возник Мадурайский султанат. После разгрома Шрирангама и оккупации его мусульманами вайшнавские учителя сначала в Сатиамангалам (между Майсуром и Коимбатуром), а затем часть переселилась в Мелукоте.

### Смерть в изгнании
По преданию, по дороге на новое место, не занятое мусульманами, на группу брахманов напали разбойники. Они отобрали все ценности, оставив священникам только утсава-мурти. Когда группа добралась до небольшой деревни Джьотишкуди (Jyothishkudi) возле Оттекадай (Othakadai), Пиллай слег и через несколько дней скончался. Перед смертью он поручил двум ученикам, Куракулоттаме Дасу и Виланчоллаю Пиллаю, искать защиты в Мадурае, который пока ещё оставался под контролем единоверцев.
Утсава-мурти перевезли на западное побережье Индии, в Каликут (современный Кожикоде, Керала), куда незадолго до того также добралось мурти Наммальвара из Тирунагари.
Место погребения Пиллая (самадхи) находится в километре от храма Нарасимхи (Arulmigu Yoga Narasinga Perumal Thirukovil) в Оттекадай недалеко от Мадурая. Современное название деревни — Anaimalai village. Джьотишкуди остается местом паломничества для последователей Пиллая Локачарья.

## Вишишта-адвайта Пиллаи Локачарья

### Вишну как Высшая реальность
Ссылаясь на труды предшественников, Пиллаи приводит из священных писаний свидетельства о том, что Вишну является Верховным Господом и Высшей реальностью. Конечная цель человеческой жизни состоит в достижении Высшей реальности: освобождении от цикла рождения и смерти. Для обретения Господа преданный должен завязать с Ним личные отношения через «арча-аватара»:
Отрывок из "Артха-панчака" (Artha Panjakam):

Арча — форма, которую принимает Господь, отвечая разным предпочтениям своих созданий в поклонении ему. Не имеющий единой формы [обладающий множеством форм], не имеющий единого имени [имеющий множество имен], Он предстает перед преданным в том облике, в котором тот желает видеть Его и принимает то имя, которым преданных хочет Его называть. Всеведущий, Он кажется не знающим. Всемогущий, Он кажется бессильным. Самодостаточный, Он кажется нуждающимся. Так кажется, будто поклоняющийся и объект поклонения поменялись местами [словно Господь зависит от преданного]. Таким Он видится невооруженному глазу. Таким предстает в храмах, в домах и других местах, которые пожелает избрать для этого.— Пиллаи Локачарья
В описании Локачарьи истинной природой Вишну Господь предстает не только как проявление полного совершенства, но и как самый близкий к человеку. Его знания и способности не подвергаются никаким изменениям или сравнению, поскольку они всегда превосходные и непостижимые. Господь побуждает всех к действию и исполняет людские желания в соответствии с кармой просящих. Господь дает знание тем, кто невежествен и власть слабым, богатство неимущим. Более того, подчёркивает Локачарья, милость Господа простирается столь далеко, что на поверхностный человеческий взгляд может быть несправедлива. Он прощает и проявляет милосердие к виновным, добродушен к тем, кто нечестив, искренен со лживыми. В этом проявляется его абсолютная и всепоглощающая любовь.

### Лакшми и предание на милость Господа
Божественная мать Лакшми выступает просительницей и связующим звеном между Высшим Господом и миллионами его преданных, погруженных во всевозможные грехи. Преданные могут молить её о заступничестве и милости Господа Вишну. Из всех путей достижения освобождения Господь предпочтение отдает прапатти или добровольному преданию себя на милость Господа из-за любви к нему. Преданный должен служить Господу, служение питается любовью и сопровождается осознанием своих отношений с Господом. Как и другие представители вишишта-адвайты Пиллаи отвергает альтернативные взгляды на освобождение, в частности, возможность безличного освобождения (без персонификации Господа). Те, кто нашёл единственное прибежище в Вишну, должны следовать определённым правилам.

### Роль учителя

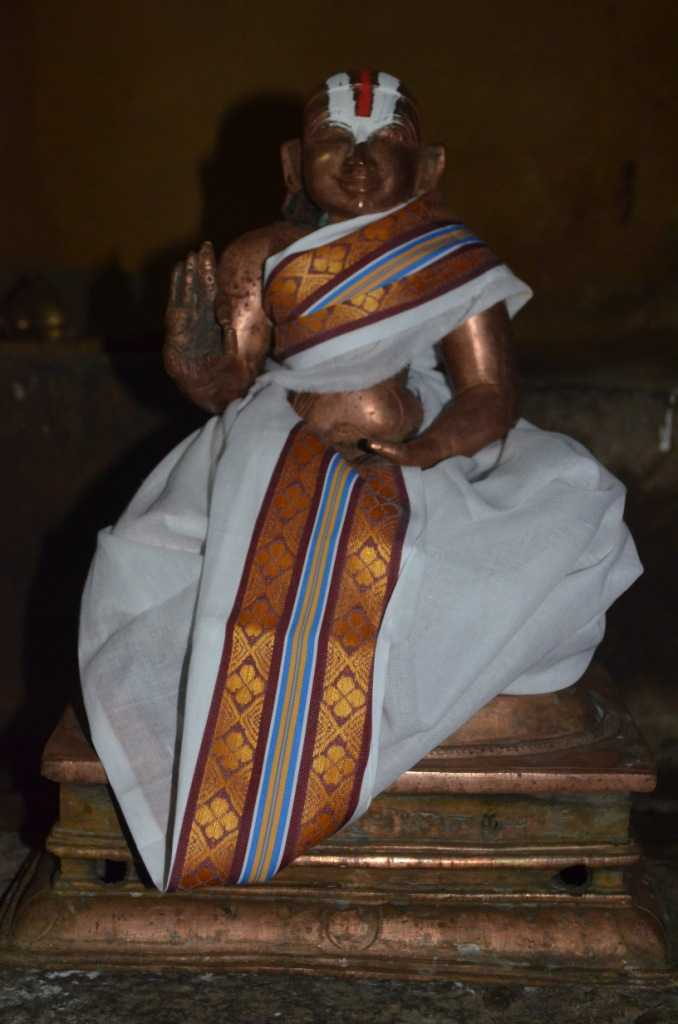
Храмовое мурти Пиллаи Локачарья

Пиллаи Локачарья предписывает, прежде всего, найти духовного наставника и служить ему. Учитель сможет преподать духовное знание и научить необходимым практикам. Он приведет преданного к святым стопам Вишну. Однако передавая учение, наставник должен быть достаточно скромным и чувствовать, что он всего лишь представитель своего собственного учителя. И что ученик не является его собственным учеником, а оба они — соученики великих учителей прошлого. Таким образом, наставник будет избавлен от эгоистического чувства, что он ответственен за освобождение ученика. С другой стороны, ученик не будет находиться в заблуждении, что он идет по пути освобождения исключительно благодаря покровительству наставника.

### Божественная милость и сострадание
В обретении Господа преданный может полагаться только на веру в Него. В ответ Господь прольет на него свою милость, которая может быть никак не связана с его заслугами. Милость рождается из безграничного сострадания Господа к своим преданным. Освобождение сопровождается вечным счастьем и блаженством, а также естественной потребностью служить Господу.

### Необусловленность любви
Почему преданный любит Господа? Потому что Он воплощает божественные качества (всемогущество, милосердие, всезнание и другие) или из-за необусловленной беспричинной любви? Пиллаи Локачарья поставил этот вопрос, ответ на который в последующем лег в основы шри-вайшнавизма. Пиллаи подчеркнул, что любовь без причины превосходит любовь по причине, точно так же как необусловленная любовь Ситы к Раме превосходит любовь Лакшмана, который любит Раму за его добродетель. Гипотетически Лакшмана мог бы прекратить любить Раму, если бы тот перестать быть праведным или полюбил бы кого-нибудь ещё, если у того окажется больше положительных качеств. Те, кто любят по каким-либо причинам, сравнимы с наемниками, которые готовы служить новым военачальникам, лишь бы тем им платили и желательно больше. Таким образом, люди, которые любят Господа за его качества, защиту или милость, на самом деле любят его качества, а не самого Господа. Пиллаи Локачарья настаивает на чистоте любви, культивирование которой должно, в конечном счете, привести к освобождению души от обусловленностей.
Похвала [в стихах] в честь Шри Пиллаи Локачарья:

Пиллаи Локачарья подобен хозяину превосходного магазина, которым выступает Шрирангам. Он продает талантливым ученикам безукоризненные драгоценности, которыми являются строфы Наммальвара. Взамен он берет хорошие качества своих учеников. Что удивительно, ценности продолжают расти в цене!— Ведантадешика

## Теологические сочинения
Авторству Пиллаи Локачарья принадлежат восемнадцать сочинений на санскрите и маниправала, сообща называемых Аштадаша-рахасья (Восемнадцать тайн, Ashtadasa Rahasyas). К сохранившимся относятся:
- «Таттва-трая» (Tathvathrayam) — трактат, излагающий онтологические истины вишишта-адвайты: чит (сознание), ачит (материя) и Ишвара (Господь);
- «Артха-панчака» (Artha Panjakam) — трактат, раскрывающий постулаты вишишта-адвайты;
- «Шри Вачана-бхушана» (Sri Vachana Bhushanam) — трактат, охватывающий теологию вайшнавизма: роль Лакшми как посредника между Вишну и душой, безоговорочное предание себя Господу, формы служения, взаимоотношения ученика и учителя, необусловленная милость Вишну и её природа, служение учителю;
- «Нававидха Самбандха» (Navavidha Sambandham) — трактат о девяти видах взаимоотношений между душой и Господом: отец и сын, защитник и оберегаемый, господин и слуга, муж и жена, постигающий и его объект постижения, владелец и собственность, тело и душа, влияющий и зависимый, наслаждающийся и приносящий наслаждение.

Кроме того, Пиллаю принадлежит несколько лекций, записанных его учениками на пальмовых листьях, которые получили обобщающее название Гадьятрая Вьякхьяна (Gadyatraya Vyakhyanam).
К другим трудам Пиллая Локачарьи относятся:
- «Мумукшупади» (Mumukshupadi),
- «Ятриччикаппади» (Yaadhruchikapadi),
- «Шрияхпатипади» (SriyaPathi Padi),
- «Парантапади» (Parandhapadi),
- «Тхани Чарама» (Thani Charamam),
- «Тхани Двая» (Thani Dwayam),
- «Тхани Пранава» (Thani Pranavam),
- «Арччиради» (Archiraadhi),
- «Прамея Шекхара» (Prameya Sekaram),
- «Прапанна Паритрана» (Prapana Parithranam),
- «Сара Санграха» (Saara Sangraham),
- «Наваратна Мала» (Navarathnamaalai),
- «Самсара Самраджья» (Samsaara Saamrajyam).